# Gradius
Gradius es una serie de videojuegos desarrollada por Konami para una variedad de portátiles, consolas y arcade de plataformas. En muchos juegos de la serie, el jugador controla una nave conocida como el Vic Viper. En otros juegos de la serie, los buques de los controles del reproductor incluye el Lord British Space Destroyer, Metalion, Sabel Tiger, Thrasher, Vixen, Alpinia, Super Cobra, Jade Knight, y Falchion β. Hay cartas llamadas
Yu-Gi-Oh! y las cartas fueron: Lord British Space Fighter, Jade Knight, Gradius, Option de Gradius, Victory Viper XX03, y Falchion β.

## Juegos
- Scramble (1981): Uno de los primeros disparos de desplazamiento horizontal desde la que los elementos de juego de la serie Gradius se inspiraron. Aunque no existe una relación canónica entre Scramble y la serie Gradius, Scramble es la presunción de un predecesor espiritual de la serie, evidente por su aparición en flashbacks durante las secuencias de introducción Gradius. (Gradius Galaxies) Scramble ha sido portado a otras plataformas, incluyendo MSX y Commodore 64. En 2002, Scramble apareció en GBA como uno de los títulos que aparecen en Konami Collector's Series: Arcade Advanced, así como en compilados para PlayStation y Nintendo DS.

- Gradius (1985): Originalmente lanzado como un juego de arcade, y más tarde portado a otras plataformas. Se sabe que existen en las siguientes plataformas: ZX Spectrum, Commodore 64, NES / Famicom, MSX, PC Engine, Sega Saturn, PlayStation, Sharp X68000, algunos teléfonos móviles, y la computadora (Saturn, PlayStation y las versiones de ordenador están empaquetados con Gradius II, Gradius Deluxe Pack), así como un re-lanzamiento de la versión de NES en la Consola Virtual). La versión de PC Engine también fue lanzado en la PlayStation Network. En algunos territorios, Gradius fue lanzado bajo el nombre de Némesis.

- Salamander/Life Force (1986): Situado en el mismo universo que Gradius. El juego es notable por un buen número de razones. Lo más prominente es que el juego cambia entre las etapas horizontales y verticales, uno de los primeros juegos de su clase. Además, Salamander fue uno de los primeros juegos shoot'em en incluir el juego cooperativo. La nave del primer jugador es la misma nave Gradius Vic Viper, mientras que la segunda nave es la Lord British destructor (a veces llamado el "RoadBritish"). A diferencia de Gradius, Salamander utiliza un sistema de armas más convencionales, con los enemigos dejando una gran variedad de diferentes power-ups. La versión de NES de Salamander, llamado Life Force en América del Norte (y comercializados en la región como la "secuela" de la primera Gradius), y la versión MSX utiliza el medidor de potencia de la serie Gradius. También existe una sala de juegos llamado Life Force, que es idéntica a la de Salamander lanzada en máquinas recreativas japonesas del mismo año, excepto que un medidor de potencia estilo Gradius se utiliza en lugar de los convencionales elementos de poder, y las etapas fueron recoloreadas un poco y le dieron algunas voces en off para dar al jugador la impresión de viajar dentro del cuerpo de alguien, en lugar de a través del espacio; de esto resulta que algunas etapas tomaran nombres como "Zona de riñón" y "Estómago". Se hizo también un lanzamiento en Estados Unidos, pero este mantuvo el sistema de Power-ups del "Salamander" original, a pesar que fue renombrado, para no crear confusión, como Life Force.

- Nemesis 2 (1987): El Gradius 2 de MSX no está relacionado con el juego de arcade Gradius segundo (que utiliza el número romano "II"). En lugar de controlar Vic Viper, el buque dispone que se llama "Metalion" (nombre en código N322). Al igual que la versión MSX de Salamander, este juego también tiene una historia, que es contada por escenas de corte. El modo de juego es prácticamente igual, del resto de la serie, aunque hay algunos potenciadores que temporalmente dan la nave algunas mejoras. Además, cuando los jefes son derrotados, el Metalion puede volar dentro de ellos antes de que exploten, y un mini-nivel comenzará a que las actualizaciones de armas premios cuando haya terminado sin morir, en función de la velocidad a la que fue derrotado el jefe. Esta versión fue portado a la Sharp X68000 equipo bajo el nombre de Nemesis 90 Kai, con una serie de mejoras gráficas y fonéticas. El juego también apareció en el Japón exclusiva colección de PSP como Salamander Portable.

- Gradius II (1988): No teniendo ninguna relación con el juego de MSX titulado Gradius 2, Gradius II es la secuela de Gradius en términos de cronología. El juego nunca fue lanzado en América del Norte, en cualquier forma, hasta hace poco con su inclusión en la PlayStation Portable como Gradius Collection. Era conocido como Vulcan Venture en Europa.

- Nemesis 3: The Eve of Destruction (1988): El cuarto juego de la serie que se lanzará para la plataforma MSX. "Gofer no Yabo" (Gofer の 野望) es el subtítulo de Gradius II (el juego de arcade).

- Gradius III (1989): Este título introdujo el arma Editar método de selección de armas, lo que permitió a los jugadores crear su propia arma matriz eligiendo power-ups de un conjunto limitado de tipos de armas disponibles (algunas armas en los tipos de armas no están predefinidos seleccionables en el modo de edición de Armas, a pesar de que incluye las armas no están en otra presets). La versión de SNES / SFC no es un puerto muy precisa, los niveles, enemigos y armas fueron alterados. Por ejemplo, dos etapas enteras fueron eliminadas en la versión de Super Nintendo: un escenario en 3D que participa evitar golpear las paredes de cuevas de una única perspectiva en primera persona detrás del Vic Viper, y una etapa de cristal en la que el Vic Viper fue cuestionado por los bloques de cristal bloqueando áreas como la de un laberinto. Además, el orden de las etapas se ha cambiado. La etapa final en la versión de SNES se basó en una etapa temprana en la versión arcade. El final de la versión arcade original tenía el jefe principal de un ajuste mecánico, a continuación, pasar por una zona de velocidad en marcha para escapar de la base enemiga, donde la versión de SNES tenía el jugador simplemente evitando el enemigo final de los patrones de ataque simples y de lento movimiento con ningún desafío después. Sin embargo, la versión de SNES introdujo la rotación y los tipos de opciones de formación, tanto de los que fueron reutilizadas en Gradius V. La dificultad y las tácticas de los principales jefes fueron atenuadas para hacer más fácil. La versión arcade original está disponible para PlayStation 2 incluye con Gradius IV (Gradius III y IV), aunque el puerto tiene algunas ligeras diferencias con el original.

- Gradius (LCD) (1989): El primer juego de la serie directo al sistema portátil, como un juego electrónico portátil.

- Nemesis (1990): El segundo juego de la serie directo al sistema portátil, y el primero fue porteado a la Game Boy. El nombre de Némesis se mantuvo para el lanzamiento mundial del juego. Se combinan elementos de Gradius y Gradius 2, las versiones MSX), así como algunas características completamente nuevas. Más tarde fue rehecha como uno de los cuatro juegos en la Konami GB Collection Vol. 1 para Game Boy Color, titulada "Gradius".

- Gradius: The Interstellar Assault (1991): El tercer juego de la serie directo a sistema portátil, y exclusivamente para la Game Boy. Fue uno de los carros más grandes del muchacho del juego existentes en el momento (de 2 Megabits), y era completamente diferente del resto de la serie la mayoría de ellos utilizan la música, enemigos, jefes e incluso los niveles de los juegos anteriores de la serie, pero esto uno no, excepto por la música jefe del juego Gradius primero con la adición de una pequeña parte original a la pieza. Un poco de la entre los niveles de música de Gradius III, también se puede encontrar en la parte primera del juego. Fue lanzado como Nemesis II en Japón y como Nemesis II: Return of the Hero en Europa.

- Salamander 2 (1996) La secuela de Salamander. Tenía varias características interesantes, como el disparo de opciones, la capacidad para poner en marcha las opciones como proyectiles teledirigidos. Después de la cocción, una opción sería volver a una más pequeña, menos potente unidad de llamada Semilla de opciones, que gira alrededor de la nave del disparo por defecto. Armamento incluye láser doble, láser Ripple y láser estándar. Al igual que su predecesor, el Salamandra 2 utiliza una convencional de la puesta en marcha del sistema, en lugar de que el medidor de potencia Gradius. Tras la adquisición de un segundo la puesta en marcha del mismo tipo, sus armas son dos veces más potente para una duración corta (10 segundos). El juego cuenta con las variaciones de los jefes de Salamander anteriores, como el Golem y Tetran.

- Gradius Gaiden (1997): El primer juego de la serie fue exclusivamente para la consola doméstica. Este es también el juego Gradius sólo (que no sea Gofer no Yabo Episodio II en el MSX) donde los jugadores pueden seleccionar el barco que desea utilizar. Gradius Gaiden incluye el Destructor Espacial de Lord British, Salamander y dos (relativo) a los recién llegados: el Caballero de Jade y el β Bracamarte (una variación de la nave de la Falsion disco de Famicom juego del sistema). Fue lanzado originalmente para la consola PlayStation y portado en el año 2006 como parte de Gradius Collection para la PlayStation Portable.

- Solar Assault (1997): Solar Assault es un arcade shooter en 3D ferroviario en las líneas de Star Fox o Panzer Dragoon, con la configuración de Gradius. Como de costumbre, Vic Viper hace una aparición aquí. Este juego era muy oscuro y nunca fue portado a cualquier sistema de la consola.

- Gradius IV (1999): Lanzamiento en las máquinas recreativas japonesas como Gradius IV Fukkatsu ("Fukkatsu" (复活), siendo en japonés significa "renacimiento", ya que fue el juego de arcade Gradius por primera vez en 10 años, a raíz de Gradius III de 1989). Gradius IV carecía de la función de edición de armas de su predecesor, pero tenía una gran grande de armas que los juegos originales de Gradius. Las armas exclusivas de este juego incluyen el misil mina vertical (que detona en una línea vertical en breve después de la implementación) y la Armor Piercing láser (láser de menor distancia, más potente). Publicado en la PS2 en una recopilación pack junto con la versión arcade de Gradius III (Gradius III y IV).

- Gradius Advance (2001): El primero fue en ser creado por un equipo de desarrollo que no sea propios equipos internos de Konami (por Mobile21, para ser exactos) y el cuarto juego directo al sistema portátil. El juego de Game Boy Advance, que se conoce como Gradius adelantado en Europa y como Gradius Generation en Japón. La versión en japonés, siendo el último en ser puesto en libertad, tiene una serie de modos de desafío exclusivos adicionales, e incluye un adicional de 5,000 puntos adicionales invisibles en uno de los niveles.

- Gradius V (2004): Gradius V fue lanzado en septiembre de 2004 para la PlayStation 2. Los gráficos son en 3D completo, aunque el juego es en su mayor parte en 2D, algunas áreas de cambiar la posición y perspectiva de la cámara para enfatizar el entorno 3D. Treasure (desarrolladores de Gunstar Heroes, Guardian Heroes, Radiant Silvergun y Ikaruga, entre otros) fueron los principales responsables de Gradius V de desarrollo. En el Japón la primera prensa de edición limitada, el juego incluye un libro que detalla el diseño interno, de fondo, y una hoja de ruta de la serie de Vic Viper (es decir, "Vic Viper" es el nombre de una serie de barco, en lugar de una sola nave), y pre-ordenadas de América del Norte copias incluyen un DVD que detalla la historia de la serie (incluyendo Scramble) y las repeticiones de Gradius V.

- Gradius NEO (2004): Quinto juego directo al sistema portátil y lanzado sólo para los teléfonos móviles, que cuenta con otra historia, al igual que 2000 años después de la última Némesis.

- Gradius Collection (2006): Una recopilación Gradius para PlayStation Portable. Esta compilación contiene las versiones clásicas de Gradius I-IV con una serie de características de bonificación lanzados en pocos, así como el primer lanzamiento en Norteamérica de Gradius Gaiden.

- Gradius ReBirth (2008): El juego de Gradius lanzado para WiiWare. Se basa muchos elementos de los juegos de MSX y se podría considerar una nueva versión pesada de esos juegos.

- Gradius ARC (2010): En marzo de 2010, una actualización de base de datos de marca japonesa reveló una presentación de este nombre, presentado por Konami. El "Arc" parte del nombre coincide con el nombre de pre-lanzamiento de la PlayStation Move. Esto fue sólo una coincidencia, sin embargo, como Gradius Arc-Ginyoku no Densetsu (Gradius Arc-La leyenda de los plateados-Alas) fue revelado el 30 de septiembre de 2010, para ser un RPG táctico para teléfonos celulares.

- Gradius Origins (2025): Una compilación de siete juegos anteriores de Gradius, desarrollada por M2. La compilación incluye Gradius, Salamander, Life Force, Gradius II, Gradius III, Salamander 2 y un nuevo juego, Salamander III.

## Otros medios

### Libro de juegos
- Gradius: Michi Tono Tatakai y Salamander: Latis Kyuushutsu Sakusen fueron publicados por los libro de juegos en 1986 y 1987 basados en los dos primeros de juegos como Gradius y Salamander.

### Mangas
- El primer juego Gradius, fue basado en el capítulo 4 del manga Shape of Happiness.
- Vic Viper de Gradius hace un cameo en el capítulo 5 del manga Famicom Cap.
- Vic Viper de Gradius hace un breve cameo en el capítulo 6 del manga Famicom Wolf.
- En Warera Hobby's Famicom Seminar, fueron basados en videojuegos de cada capítulo, como Vic Viper, Volcano, Dee-01 y Moai de Gradius, hacen cameos en el capítulo 6. También el Brain Golem de Salamander hizo un breve cameo en el capítulo 20.
- En Rock 'n Game Boy, el capítulo 3 del manga se basa en el juego de Game Boy, donde aparece Vic Viper (conocido como Vic Viper BP-456Y), es piloteado por Hajime deben combatir contra la organización maligna de BUG.
- En el segundo tomo de Famicom 4koma Manga Kingdom, en el capítulo 21 titulado Moai will not Lose!, Vic Viper aparece junto con Moai y Tentacle en el primer juego.